# Ignacy Liniewski
Ignacy Liniewski herbu Liniewski – podstoli krasnostawski w latach 1772-1782, cześnik krasnostawski w latach 1770-1772, wojski krasnostawski w latach 1754-1770.
W 1764 roku wraz z synem Franciszkiem był elektorem Stanisława Augusta Poniatowskiego z ziemi chełmskiej. Był członkiem Stanów galicyjskich. Żonaty z Dorotą Cyrynianką, miał liczne potomstwo: Franciszek, Jan, Józef, Stanisław, Dionizy, Angela, Piotr, Teodor, Katarzyna, Leopold i Justyna.